# Томотика II
Тикуёсай Томотика II (яп. 友親竹陽齋二代, 1800—1873) — японский резчик нэцкэ, сочетавший художественные приёмы XVIII века школы Осака с достижениями школы резчиков Эдо середины XIX века. Известны по крайней мере три мастера, подписывавших свои работы именем «Томотика». Томотика II является наиболее крупным среди них. По ряду признаков стиль Томотики и его последователей отличается от магистрального направления в искусстве Эдо этого периода.

## Биография
Мастер был племянником Томотики I. Принято считать, что он начал свою работу над нэцкэ около 1830 года (иногда эта дата воспринимается как дата его рождения). Учителем мастера был Томотада, имевший мастерскую в Киото  и считавшийся специалистом по резьбе фигурок животных. А. В. Савельева допускает, что переезд Томотики II в Эдо привёл к широкому использованию мастерами этого города слоновой кости, которую прежде они игнорировали, а сам переезд датирует широким промежутком времени между 1800 и 1830 годами. Сам Томотика II имел крупную мастерскую и у него было большое количество учеников. Выработанный им стиль был популярен в середине XIX столетия. Одним из наиболее известных и талантливых учеников Томотики был Хидэтика Тёунсай, работавший во второй половине XIX века. В созданном им нэцкэ «Танцующая Амэ-но удзумэ» использован целый ряд приёмов, характерных для его учителя. Другим известным его последователем стал Корюсай Сюнгэцу (его творчество относится к середине и второй половине XIX века).

## Особенности творчества
Характерными для Томотики особенностями творчества стали: компактная композиция и энергичное моделирование объёмов. Этого он достигает с помощью крупных складок, особенно в месте сильных изгибов одежды, а также плавным и широким изгибом, намечающим ниспадающий рукав. У мастера нет мелочной детализации (что нередко встречается в нэцкэ школы Эдо середины XIX века), частого использования гравировки и чернения (это было характерно для школы Эдо середины XIX века). Томотика иногда вводит в свои работы гравировку. Но она не становится в его нэцкэ и окимоно основным выразительным средством. Специалисты отмечают, что для Томотики характерна в большей степени уникальность замысла, а не изысканность выделки. Основные качества, за которые ценили Томотику современники, — умение, не нарушая геометрию объёма, не разрушая компактную композицию, создать живую, динамичную, психологически достоверную сцену, и чувство юмора в воспроизведении разнообразных сюжетов из жизни горожан.
Стиль Томотики во многом представлял собой смешение более ранней осакской и новой эдоской традиций. Для XVIII века была характерна ориентация на традиции станковой скульптуры. Нэцкэ мастеров середины XIX века демонстрируют декоративность, которая становится преобладающей в школе Эдо. Орнаментальные элементы в работах Томотики подчинены пластическому решению и не разрушают его. Соблюдены верные пропорции в сочетании пластического и декоративного начал.

## Работы Томотики II
На аукционе Bonhams была представлена миниатюра Томотики II на сюжет легенды об Асинаге и Тэнаге — двух рыбаках, живших на побережье. Эта легенда рассказывает, что Асинага был длинноногим, что позволяло ему далеко заходить в воду, Тэнага же был длинноруким, поэтому мог вытаскивать со дна рыбу. Объединившись в пару, они превратили свои недостатки в достоинства. На нэцкэ Томотики II Тенэга уселся на спину своего спутника, он опустил свои длинные руки, чтобы схватить щупальца осьминога, который оборачивается вокруг ног его друга. Слоновая кость миниатюры слегка окрашена
В собрании Государственного Эрмитажа в Санкт-Петербурге находятся несколько нэцкэ мастера: 
- «Пробующий раковину» (3,6 x 2,3, слоновая кость, происходит из собрания музея училища барона Александра Людвиговича Штиглица, переданного в Эрмитаж в 1926 года, ЯР-41)[11];
- «Бэккаккэ» (детская игра «красный глаз», 4 x 2,6, из собрания музея барона А. Л. Штиглица, с 1926 года в Эрмитаже, ЯР-53) — жест в детских играх: нижнее веко выворачивают наизнанку, показывая красную часть глазницы. Такой жест означает насмешку и отказ сделать что-либо; кроме этого так пугают маленьких детей. В нэцкэ этот жест часто изображается у играющих детей[12];
- «Волшебный котелок для чая» (иллюстрация к сказке о проделках барсука-оборотня, 3,5 x 2,5, слоновая кость, происходит из собрания музея училища барона А. Л. Штиглица, ЯР-39)[13];
- «Хэ — Хэ Эр — Сянь» («Бессмертные двойники "единение — согласие"», слоновая кость, 3,3 x 4 сантиметра, поступил в 1984 году, дар семьи С. П. Варшавского)[14].

## Творчество мастера в современном искусстве нэцкэ
Скульптор Том Стерлинг увидел необычную работу Томотики II в коллекции Эвери Брендеджа в Музее азиатского искусства Сан-Франциско, это было нэцкэ из окрашенной кости, которое изображало японский рубанок. Вдохновлённый этой работой он создал собственное нэцкэ — копию английского рубанка XVIII века, вырезанного из британского самшита, железного дерева и зуба гиппопотама. Все движущиеся части композиции могут быть сняты.